# Overshoot
Overshoot（日语：オーバーシュート）指傳染病患者的爆發性增長，分為群體免疫方面的用法及日本衛生行政機構等的用法，定義有所不同。

## 群體免疫方面的定義
在流行病学上，指超過獲得群體免疫門檻的傳染部分。

## 日本新型冠狀病毒感染症對策專門家会議的定義
在日本，新型冠狀病毒感染症疫情期間，新型冠狀病毒感染症對策專門家会議於2020年3月19日提出的建議中使用了這詞語，令其進入公眾視野。2020年4月1日，專家会議將「Overshoot」定義為累計患者数保持在2-3日間倍增速度的状態。這詞語被西浦博認為是新造詞，防衛大臣河野太郎曾建議改稱「感染爆發」（感染爆発），方便公眾理解。
Overshoot可能會引致醫療崩壞，但医療崩壞時並不一定有Overshoot出現。
在国際上，「疾病爆發」與這詞語意思相近，指某一群體、地方或時期內，出現超出一般設想範圍的傳染。

## 脚注
1. ↑  門信一郎. . RAD-IT21. . 2020-03-27  [2020-07-11]. （原始内容存档于2020-07-11）.
2. ↑  . . 日本放送協会.   [2020-07-11]. （原始内容存档于2020-07-11）.
3. ↑  . THE PAGE. . 2020-04-01  [2020-07-11]. （原始内容存档于2020-07-11）.
4. 1 2   (PDF). . . 2020-04-01  [2020-07-11]. （原始内容存档 (PDF)于2020-06-01）.
5. ↑  . . . 2020-05-18  [2020-07-11].
6. ↑  . . 日本放送協会. 2020-03-26  [2020-07-11]. （原始内容存档于2020-07-11）.
7. ↑  . WHO.   [2020-07-11]. （原始内容存档于2020-07-12）.